# Kunlun (köping i Kina, Shandong)
Kunlun (kinesiska: 昆仑镇, 昆仑) är en köping i Kina. Den ligger i provinsen Shandong, i den östra delen av landet, omkring 82 kilometer öster om provinshuvudstaden Jinan. Antalet invånare är 49 968. Befolkningen består av 23 153 kvinnor och 26 815 män. Barn under 15 år utgör 12,0 %, vuxna 15-64 år 77 %, och äldre över 65 år 10,0 %.
Genomsnittlig årsnederbörd är 818 millimeter. Den regnigaste månaden är juli, med i genomsnitt 300 mm nederbörd, och den torraste är januari, med 6 mm nederbörd.